# Jing (instrumento)

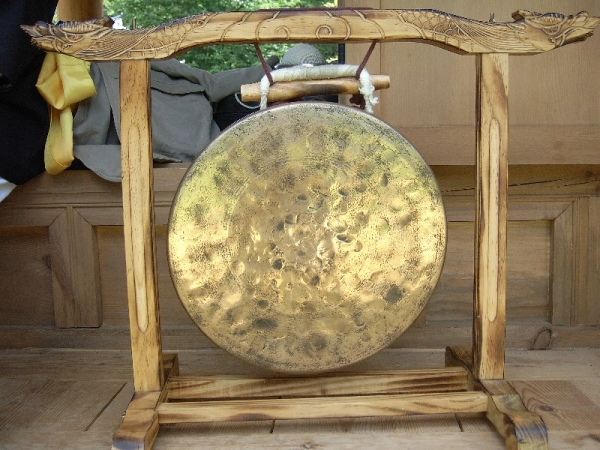
Un jing.

El jing es un gong grande utilizado en la música tradicional coreana, particularmente en el samul nori, el pungmul, y el daechwita.  Por lo general está construido en latón y mide de 35 a 40 cm de diámetro. Se lo golpea con un mazo recubierto con un paño para suavizar la textura del sonido producido. Se lo utiliza normalmente al inicio de ceremonias y en ocasiones especiales. 
Su nombre se pronunciaba originalmente jeong (정, derivado del sino-coreano 鉦). 